# Jean Despeaux
Jean Despeaux (22 de outubro de 1915 – 25 de maio de 1989) foi um boxeador francês, campeão olímpico.

## Carreira
Despeaux conquistou a medalha de ouro nos Jogos Olímpicos de Verão de 1936 em Berlim, após derrotar o norueguês Henry Tiller na categoria peso médio e consagrar-se campeão. Ele também atuou em um punhado de filmes, incluindo La main du diable (1943), no qual interpretou um boxeador.